# Съзнание
Съзнание – едно от основните понятия във философията, социологията и психологията, обозначаващо способността за реализиране на действителността, нейното осмисляне (което изисква идеално възпроизвеждане на действителността, а също и специфичните механизми и форми за такова възпроизвеждане на различни равнища). Обикновено съзнанието се разбира като индивидуалното (лично) съзнание, но съществува и общностно, колективно и обществено съзнание.

## В психологията
В психологията съзнанието се разглежда като психична дейност, която осигурява целенасочено отражение на външния свят; отделянето на човека от обкръжаващата среда и противопоставянето му сам на себе си (като субект на обект); целенасочена дейност, т.е. предварително, мислено построяване на действията и предвиждане на техния резултат; контрол и управление на поведението на личността. Доколкото предмет на съзнанието е не само външният свят, но и самият субект – носител на съзнанието, едно от неговите производни понятия е самосъзнанието.

## В материалистическата философия
В материалистическата философия се разглежда като свойство на високоорганизираната материя за психологическо отразяване на действителността, като осъзнато битие, субективен образ на обективния свят, като субективна реалност в противоположност на обективната, като идеално в противоположност на материалното и в единство с него. В по-тесен смисъл под съзнание се разбира висша форма на психично отражение свойство на общественоразвития човек, идеална страна на целенасочената трудова дейност на човека.

## В теорията на Изкуствения интелект
Според някои въвеждане на думи и знаци в психиката води до появата на съзнание. Това е едно доста опростено разбиране. Въвеждането на разнородни думи (неподредени) не може да доведе до възникване на автономно съзнание.

## В социологията
В социологията съзнанието се тълкува като съвкупност на всички форми на духовен живот на обществото.

## В медицината
В медицината съзнанието представлява състояние на мозъка, при което организмът има правилна ориентация за време и място. Човекът в съзнание усеща, мисли и владее волевите функции на нервната си система.

## Други
На съзнанието е наречена улица в квартал „Орландовци“ в София (Карта).